# Rauno Lehtinen
Rauno Lehtinen (7 de abril de 1932-1 de mayo de 2006), también conocido por los nombres artísticos de L Rawski y V Reko, fue un músico, director de orquesta y compositor finlandés, conocido por temas como ”Toiset meistä”, ”Muistan kesän”, ”On hetki”, ”Muuttuvat laulut” y ”Kolibri”, así como por la canción ”Tom tom tom”, participante en el Festival de la Canción de Eurovisión 1973.

## Biografía
Su nombre completo era Rauno Väinämö Lehtinen, y nació en Tampere, Finlandia. Fue un músico multiinstrumentista, tocando el saxofón, el clarinete, el violín, la mandolina, la armónica, el contrabajo y el piano.
Desde principios de los años 1960 tocó en Estocolmo con la banda danesa Bengt Ager, en la que también actuaba Heikki Pohjola. Actuó con posterioridad en varias formaciones suecas, entre ellas el trío de Reinhold Svensson, en el cual tocaba el violín. Más adelante volvió a su país, coinidiendo en el momento en que su primer hijo iniciaba sus estudios.
En el año 1962 Lehtinen formó una banda propia con su nombre, de la cual formaban parte Heikki Pohjola (guitarra), Olavi Lehtonen, (piano, armónica y vibráfono), Ilpo Kallio (batería), Pentti Vuosmaa (bajo) y Ritva Mustonen (vocalista). Más adelante Heikki Pohjola fue sustituido por Heikki Laurila, y Olavi Lehtonen por Raimo Henriksson.
Lehtinen creó en el mismo año 1962 una formación de estudio a la que llamó The Vostok All Stars, inspirada en la holandesa Dutch Swing College Band. El primer disco de la banda presentaba los temas ”Uusi Säkkijärven polkka” y ”Kätketty sydän”. Los artistas integrantes de The Vostok All Stars eran Rauno Lehtinen, Jörgen Petersen, Pentti Lasanen, Taisto Wesslin, Heikki Laurila, Nacke Johansson, Raimo Roiha, Pentti Vuosmaa, Ilpo Kallio, Herbert Katz, Seppo Peltola, Per Wallenius y Ronnie Kranck.
Lehtinen fundó una nueva banda en 1963, Rautalanka Oy, que lanzó los temas ”Vainikainen”, ”Hepokatti”, ”Vilho ja Bertta” y ”Käki twist”. Formaban parte del grupo Heikki Laurila, Herbert Katz y Rauno Lehtinen.
Lehtinen también trabajó para la discográfica Discophon como gerente de producción, a solicitud de Mosse Vikstedt. En la compañía trabajó en grabaciones de Mauno Kuusisto, así como en temas propios como ”Kolibri” y ”Letkis”, el cual fue lanzado en 1965. Dejó su cargo en el año 1967.
Lehtinen fue director del canal televiso Mainos-TV, actual MTV3, entre 1967 y 1977, siendo uno de los promotores del show Syksyn Sävel. Además, Lehtinen trabajó en dos proyectos exigentes, como fue el caso de dos programas producidos por la televisión japonesa Nippon, en los que cantaban Katri Helena y Junko Sakurada. El trabajo más relevante de su carrera televisiva fue la música del documental bélico de Juhan af Grann Kun maailma paloi, para la cual necesitó un total de dos años de dedicación.
Además de componer para la televisión, Lehtinen también fue autor de la banda sonora de los largometrajes Vain neljä kertaa (1968) y Vodkaa, komisario Palmu (1969).
Lehtinen fundó una compañía discográfica propia, Sauna-Musiikki Oy, que lanzó algunos discos de Vilho Vartiainen, Lasse Pihlajamaa, Erkki Ertama y Taisto Wesslin. El sello editó en 1980 el sencillo de Laila Kinnunen ”Toiset meistä”.
Por su trayectoria artística, en el año 1993 Lehtinen recibió una pensión como artista estatal, y en 1999 fue premiado con la Medalla Pro Finlandia
Rauno Lehtinen falleció a causa de una neumonía en Helsinki, Finlandia, en el año 2006. Había estado casado con Anja Sinikka Poikolainen, la cual falleció por cáncer en 1989. Se casó de nuevo en 1993, siendo su esposa Kyllikki Jacobson.